# ليوناردو بيانكي (لاعب كرة قدم)
ليوناردو بيانكي (بالإيطالية: Leonardo Bianchi)‏ (28 يناير 1992 في إيطاليا - ) هو لاعب كرة قدم إيطالي في مركز الوسط. شارك مع منتخب إيطاليا تحت 17 سنة لكرة القدم ومنتخب إيطاليا تحت 18 سنة لكرة القدم ومنتخب إيطاليا تحت 19 سنة لكرة القدم. أما مع النوادي، فقد لعب مع نادي إمبولي ونادي بيزا ونادي ريميني ونادي لوكيزي وUSD Follonica Gavorrano ‏.

## وصلات خارجية
- ليوناردو بيانكي على موقع الاتحاد الدولي (مؤرشف)  (الإنجليزية)
- ليوناردو بيانكي على موقع قاعدة بيانات كرة القدم.إي يو (الإنجليزية)